# Сохино
Сохино — село у складі міського поселення Клин Клинського району Московської області Російської Федерації.

## Розташування
Село Сохино входить до складу міського поселення Клин, воно розташовано на березі річки Сестра та річки Жорновки, на південь від міста Клин. Найближчі населені пункти Стреглово, Горки. Найближча залізнична станція Стреглово.

## Населення
Станом на 2010 рік у селі проживало 61 людей

## Пам'ятки архітектури
У селі знаходиться пам'ятка історії місцевого значення — городище Сохинське яке датується початком 1 тисячоліття.

Також у селі збереглася кам'яна церква Святителя Миколая збудована у 1793 році. У Дмитрові є парк, який був висаджений у 18-19 столітті